# Џирард (Илиноис)
Џирард (енгл. Girard) град је у америчкој савезној држави Илиноис. По попису становништва из 2010. у њему је живело 2.103 становника.

## Демографија
Према попису становништва из 2010. у граду је живело 2.103 становника, што је 142 (6,3%) становника мање него 2000. године.
| Група             | 2000.         | 2010.         |
| Белци             | 2.201 (98,0%) | 2.044 (97,2%) |
| Афроамериканци    | 3 (0,1%)      | 3 (0,1%)      |
| Азијати           | 1 (0,0%)      | 5 (0,2%)      |
| Хиспаноамериканци | 25 (1,1%)     | 27 (1,3%)     |
| Укупно            | 2.245         | 2.103         |